# تپه قره‌زیارت ۱
تپه قره زیارت ۱ مربوط به دوره اشکانیان - دوره ساسانیان - سده‌های متاخر دوران‌های تاریخی پس از اسلام است و در شهرستان میانه، بخش مرکزی، دهستان کله بوز شرقی، ۵۰۰ متری شرق روستای قره زیارت واقع شده و این اثر در تاریخ ۲۷ اسفند ۱۳۸۷ با شمارهٔ ثبت ۲۶۳۹۴ به‌عنوان یکی از آثار ملی ایران به ثبت رسیده است.